# Corridore

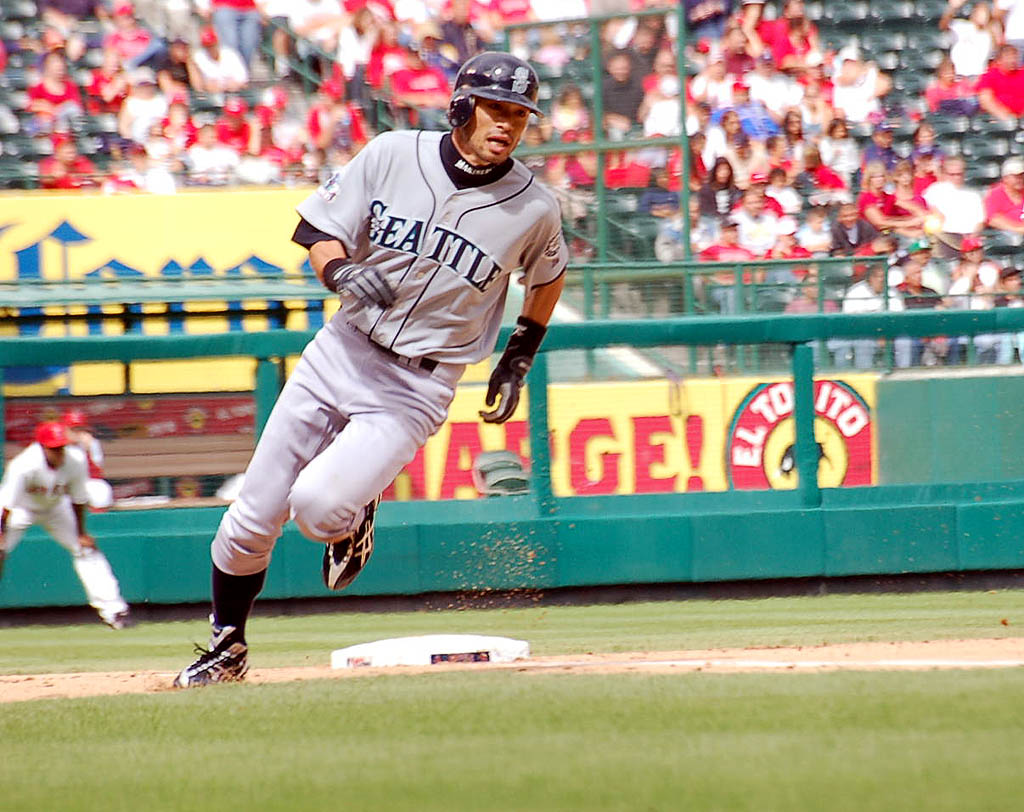
Il corridore Ichirō Suzuki gira la terza base e corre verso casa base.

Il corridore (runner in lingua inglese), nel baseball, è il giocatore della squadra in attacco che si muove verso una della basi o ne tocca una.
Il battitore diventa corridore dopo aver effettuato una battuta valida.